# Harlaston
Harlaston – wieś w Anglii, w hrabstwie Staffordshire, w dystrykcie Lichfield. Leży 32 km na południowy wschód od miasta Stafford i 170 km na północny zachód od Londynu. W 2001 miejscowość liczyła 378 mieszkańców.